# Église Saint-Jean de Podmilačje
Pour les articles homonymes, voir Église Saint-Jean.
L'église Saint-Jean est située en Bosnie-Herzégovine, sur le territoire du village de Podmilačje et dans la municipalité de Jajce. Elle remonte au XVe siècle et est inscrite sur la liste des monuments nationaux de Bosnie-Herzégovine.

## Architecture

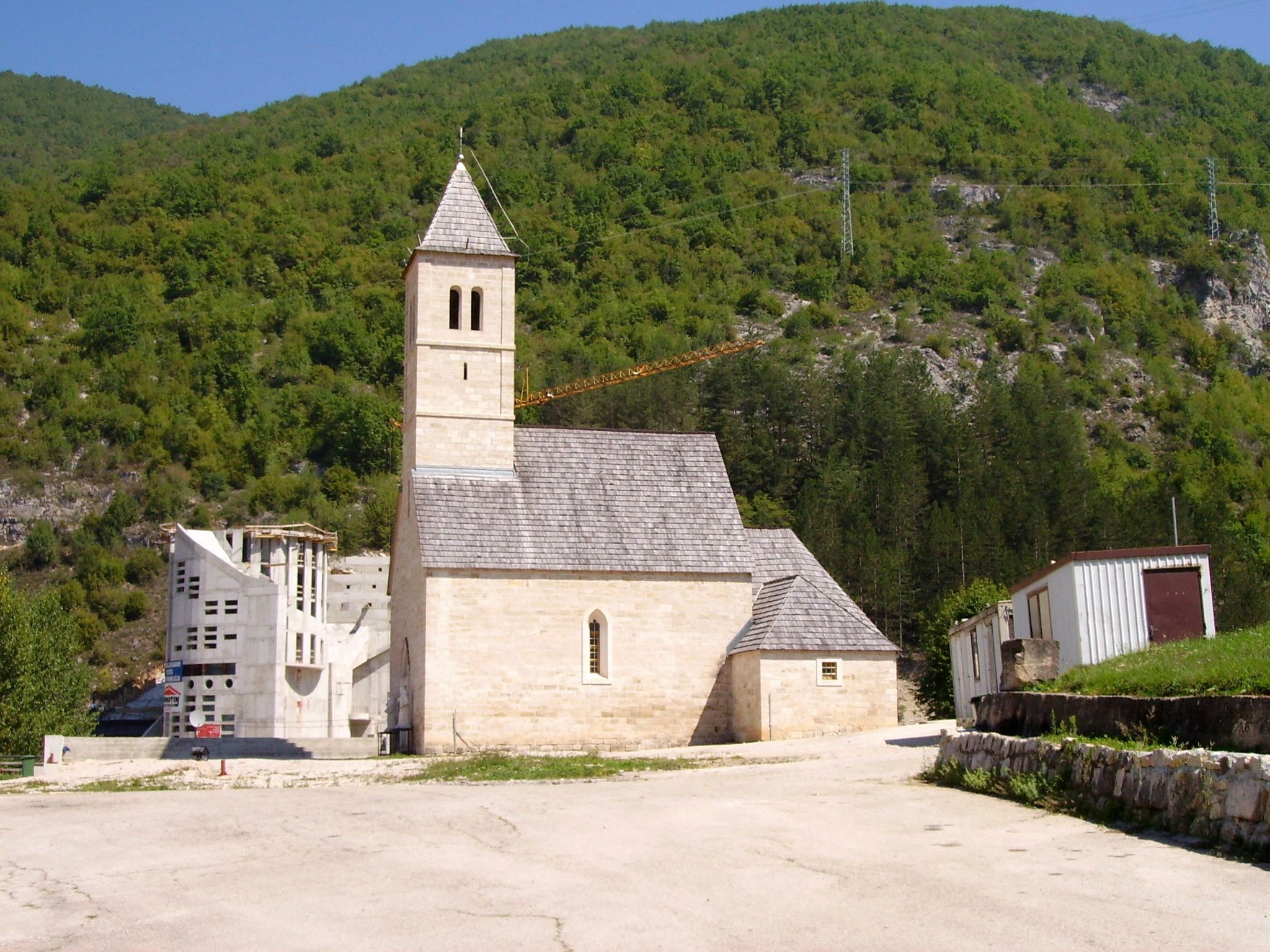
Autre vue de l'église